# 20 kilomètres marche masculin aux championnats du monde d'athlétisme 2007
 (mai 2023).
Si vous disposez d'ouvrages ou d'articles de référence ou si vous connaissez des sites web de qualité traitant du thème abordé ici, merci de compléter l'article en donnant les références utiles à sa vérifiabilité et en les liant à la section « Notes et références ».
Navigation
Helsinki 2005 Berlin 2009
L'épreuve du 20 kilomètres marche masculin des championnats du monde d'athlétisme 2007 s'est déroulée le 26 août 2007 dans les rues d'Osaka, au Japon. Elle est remportée par l’Équatorien Jefferson Pérez.

## Records
| Record du monde            | 1 h 17 min 21 s | Jefferson Pérez            | Équateur  | 23 août 2003  | Paris            |
| Record des championnats    | 1 h 17 min 21 s | Jefferson Pérez            | Équateur  | 23 août 2003  | Paris            |
| Meilleure performance 2007 | 1 h 17 min 36 s | Vladimir Kanaykin          | Russie    | 17 juin 2007  | Tcheboksary      |
| Record d'Afrique           | 1 h 19 min 02 s | Hatem Ghoula               | Tunisie   | 10 mai 1997   | Eisenhüttenstadt |
| Record d'Asie              | 1 h 17 min 41 s | Zhu Hongjun                | Chine     | 23 avril 2005 | Cixi             |
| Record d'Amérique du Nord  | 1 h 17 min 46 s | Julio René Martínez        | Guatemala | 8 mai 1999    | Eisenhüttenstadt |
| Record d'Amérique du Sud   | 1 h 17 min 21 s | Jefferson Pérez            | Équateur  | 23 août 2003  | Paris            |
| Record d'Europe            | 1 h 17 min 22 s | Francisco Javier Fernández | Espagne   | 28 avril 2002 | Turku            |
| Record d'Océanie           | 1 h 17 min 33 s | Nathan Deakes              | Australie | 23 avril 2005 | Cixi             |

## Médaillés
| Or              | Argent                     | Bronze       |
| Jefferson Pérez | Francisco Javier Fernández | Hatem Ghoula |

## Résultats

### Finale (26 août)
| Rang | Pays         | Athlète                    | Temps           |
| ---- | ------------ | -------------------------- | --------------- |
| 1    | Équateur     | Jefferson Pérez            | 1 h 22 min 20 s |
| 2    | Espagne      | Francisco Javier Fernández | 1 h 22 min 40 s |
| 3    | Tunisie      | Hatem Ghoula               | 1 h 22 min 40 s |
| 4    | Mexique      | Eder Sánchez               | 1 h 23 min 36 s |
| 5    | Italie       | Giorgio Rubino             | 1 h 23 min 39 s |
| 6    | Irlande      | Robert Heffernan           | 1 h 23 min 42 s |
| 7    | Australie    | Luke Adams                 | 1 h 23 min 52 s |
| 8    | Norvège      | Erik Tysse                 | 1 h 24 min 10 s |
| 9    | Russie       | Ilya Markov                | 1 h 24 min 35 s |
| 10   | Italie       | Alex Schwazer              | 1 h 24 min 39 s |
| 11   | Japon        | Koichiro Morioka           | 1 h 24 min 46 s |
| 12   | Équateur     | Rolando Saquipay           | 1 h 25 min 03 s |
| 13   | Chine        | Li Gaobo                   | 1 h 25 min 30 s |
| 14   | Slovaquie    | Matej Tóth                 | 1 h 25 min 57 s |
| 15   | Corée du Sud | Park Chil-Sung             | 1 h 26 min 08 s |
| 16   | Espagne      | Juan Manuel Molina         | 1 h 26 min 26 s |
| 17   | Pologne      | Benjamin Kucinski          | 1 h 26 min 43 s |
| 18   | Ukraine      | Andriy Kovenko             | 1 h 26 min 44 s |
| 19   | Japon        | Akihiro Sugimoto           | 1 h 26 min 45 s |
| 20   | Corée du Sud | Kim Hyun-sub               | 1 h 26 min 51 s |
| 21   | Japon        | Takayuki Tanii             | 1 h 26 min 53 s |
| 22   | Colombie     | Luis Fernando López        | 1 h 27 min 22 s |
| 23   | Espagne      | Benjamin Sánchez           | 1 h 27 min 29 s |
| 24   | Tunisie      | Hassanine Sebei            | 1 h 27 min 35 s |
| 25   | Portugal     | João Vieira                | 1 h 27 min 44 s |
| 26   | Pologne      | Rafal Augustyn             | 1 h 27 min 54 s |
| 27   | Biélorussie  | Ivan Trotski               | 1 h 27 min 56 s |
| 28   | États-Unis   | Kevin Eastler              | 1 h 28 min 29 s |
| 29   | Chine        | Han Yucheng                | 1 h 31 min 58 s |
| 30   | Chine        | Dong Jimin                 | 1 h 32 min 03 s |
| 31   | États-Unis   | Timothy Seaman             | 1 h 33 min 58 s |
| 32   | Serbie       | Predrag Filipovic          | 1 h 35 min 51 s |
|      | Australie    | Jared Tallent              | DQ              |
|      | Mexique      | Gabriel Ortiz              | DQ              |
|      | Équateur     | Andrés Chocho              | DQ              |
|      | Italie       | Ivano Brugnetti            | DQ              |
|      | Mexique      | Daniel García              | DQ              |
|      | Russie       | Igor Erokhin               | DQ              |
|      | Colombie     | Gustavo Restrepo           | DQ              |
|      | Russie       | Valeriy Borchin            | DNF             |
|      | Portugal     | Sérgio Vieira              | DNF             |
|      | Allemagne    | André Höhne                | DNF             |